# Почапи (Золочівський район)
Почапи — село в Україні, у Золочівській міській громаді Золочівського району Львівської області. Колишній орган місцевого самоврядування — Почапівська сільська рада. Населення становить 339 осіб.

## Населення
За даними всеукраїнського перепису населення 2001 року у селі мешкало 338 осіб.
Мова
Розподіл населення за рідною мовою за даними перепису 2001 року був наступним:
| українська | 338 | 99,71 |
| російська  | 1   | 0,29  |

## Топоніми
Давні назви села Почапи зафіксовані у формі «Podczapy» — «Подчапи» і не залишають сумніву, що вони пов'язані зі словом «чапи». Однак багатозначність цього слова породжує чимало версій і служить цікавим полем для гіпотез.  

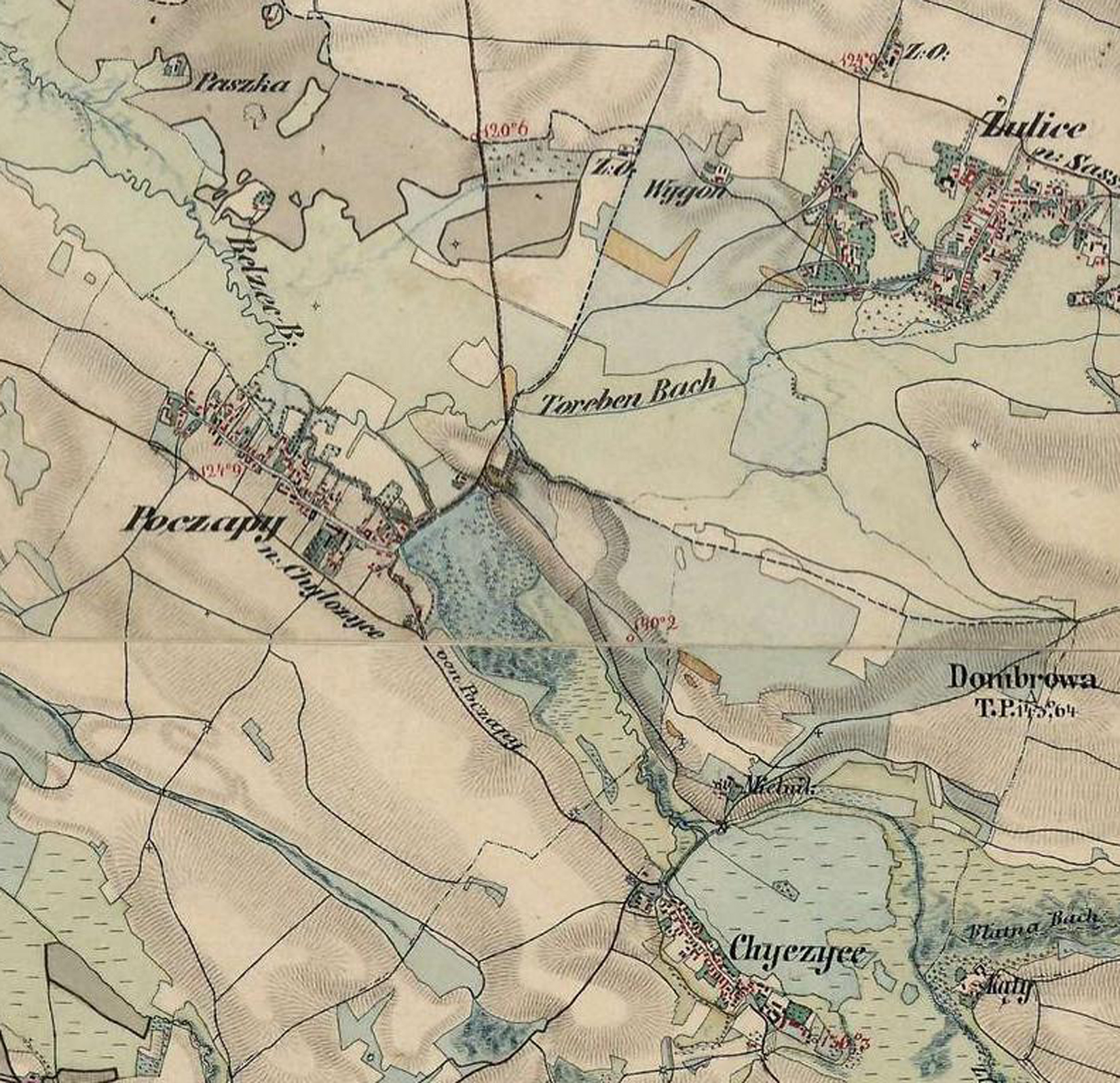
Почапи та околиці на австрійській військовій мапі 1861—1864 років.

За однією з версій, на великих заливних почапівських луках «чапіли» то довгоногі чаплі, вистежуючи поживу для себе і своїх дитинчат, то косарі, що змушені були прокладати штучні стежки або ж робити спеціальні ходаки — «чапи», аби не провалювалися ноги і можна було покласти на покоси траву.  
За іншою версією, назва походить від угорського слова «csapas» («стежка»), що пов'язане з дієсловом «csap» — «бити», тобто «торувати шлях», знову ж таки через прилеглі болота над річкою Белзець.
Не менші шанси бути першоосновою назви села Почапи має українське слово «чапера», що в скороченій формі вживалося як «чапа». У давнину слово «чапера» — «чапа» позначало, зокрема, «розсоху» у значені «розвилка». А Почапи якраз розмістилися біля двох важливих розвилок. Одна з них, якщо рухатися з Хильчиць, у Почапах скеровувала подорожніх або до Белзця, або ж до Жулич і Черемошні, а якщо ж рухатися у зворотному напрямку, то на виїзді з села відгалужувалася дорога до села Княжого. У XV столітті найважливішою вважалася ділянка дороги від Княжого до Почапів та Черемошні, адже вона була частиною шляху, що сполучав між собою два головні міста краю — Гологори та Олесько.
«Чап, чап до Почап, гич, гич до Жулич», — казали у давнину місцеві мешканці, натякаючи, що до Почап вела добра бита дорога, а до Жулич — ніяка, бо по ній було важко і їхати, і ходити.
Натомість місцеві жартівники колись казали, що навколишні болота людям по чапи.

### Урбаноніми
Кількість елементів інфраструктури в селі — це 4 вулиці з 125 будинками.
Вулиці
- Білокамінна
- Головна
- Польна
- Шевченка Тараса

## Історія

### Перші письмові згадки
У виданні «Історія міст і сіл України. Львівська область» подана інформація, що перша писемна згадка про село датується 1457 роком. Невдовзі, у 1475 році, судові документи  фіксують, що власник села Почапи Іван Белзецький судився із своїм сусідом шляхтичем Ігнатом з Хильчиць за «стирту» сіна, вивезеного потай у ночі з почапського лугу. Ще одна згадка про Почапи датована 1488 роком, коли проводилися розмежування між Хильчицями, з одного боку, і Лагодичами та Почапами, з іншого. 
На північ від річки Золочівки (у XV століття вона називалася «Белзець») знаходилися землі села Лагодичі, що було розташоване на південному заході від Жулицької гори в районі давньої дороги, що вела з  села Белзець (Гончарівка) до Жулич. На краю нинішнього Почапського лісу, де від шляху Почапи — Білий Камінь відгалужується теперішня головна дорога до села Жуличі, був розташований давньоруський Лагодицький монастир. Ліс довкола нього називався «Монастирським». 
Під час люстрації земель Белзького воєводства у 1531 році було встановлено, що у Почапах оброблялося три з половиною лани землі, тобто близько 70 гектарів, а також працював водяний млин з одним колесом. Мабуть, вже на той час велике значення для місцевих мешканців мав місцевий став, що займав велику площу на північно-східній околиці села.
У люстраційних записах цього періоду відсутня згадка про Лагодичі та Лагодицький монастир. Цілком ймовірно, що вони були знищені під час  турецько-татарських набігів на межі XV—XVI століття. Спадкоємцями основних землеволодінь села Лагодичі стали Почапи, а окремі ділянки відійшли до складу сусідніх поселень Белзець, Бужок, Черемошня і Жуличі.

### Археологічні дослідження
На території села археологи виявили крем'яні знаряддя праці, які належать до періоду пізнього палеоліту. Знахідку виявлено в урочищі «Дубина».
На території села у 1931 році археологом Ярославом Пастернаком були знайдені бронзові прикраси. Знахідки він відносив до нової археологічної культури, яку називав «почапською». Всього таких поховань на території села археолог виявив три.

### У вирі національно-визвольної боротьби

#### «За Україну, за її волю…»
Багато мешканців села Почапи починали свій бойовий шлях у перших збройних відділах Української Народної Самооборони, що на межі 1943-1944 року були реорганізовані в регулярні частини УПА тактичного відтинку «Пліснесько» військової округи 2 «Буг». Згодом, після розформування повстанських відділів, вони поповнили боївки збройного підпілля ОУН і проводили боротьбу здебільшого у рідних місцевостях. На полі слави полягли:
- Баран Федір (псевдо «Клим»; 1914—1951) — у підпіллі з 1944 року. Охоронець керівника Золочівського окружного проводу ОУН Богдана Кваса (псевдо «Блакитний»); до липня 1950 року), кущовий провідник ОУН. Загинув 21 лютого 1951 року у криївці біля сусіднього села  Гончарівка після тривалого бою з оперативною групою МДБ.
- Бурак Ярослав (псевдо «Хома»; 1923—1947) — стрілець УПА з 1943 року. Проходив військовий вишкіл в сотенного «Іванка» (Котула Іван — командира сотні «Дружинники-II»). По вишколі служив у чоті спеціального призначення (штурмовому відділі) при курені УПА «Дружинники» командира «Шугая» (Григорія Котельницького), керівника Золочівського тактичного відтинку «Пліснесько» ВО «Буг». З 1945 року у боївці, що забезпечувала зв'язки Золочівської округи ОУН. Загинув 5 вересня 1947 року, потрапивши на більшовицьку засідку у селі Під'ярків (Перемишлянський район). Під час перестрілки отримав тяжке поранення і, аби не потрапити живим до рук ворогів, застрелився з власного пістолета.
- Гаврас Роман (псевдо «Роман»; 1930—1947) — від 1944 року, як юнак ОУН, працював розвідником. У 1946 році, коли за ним починають стежити МДБісти, переходить в підпілля. Бойовик особистої охорони надрайонного провідника ОУН. Загинув 11 грудня 1947 року під час облави біля с. Бонишин. Важко поранений, застрелився з власного пістолета.
- Гаврис Павло (псевдо «Грубий»; 1906—1946) — під час служби у польському війську отримав звання капрала. З 1941 року — симпатик ОУН, кущовий господарник. Загинув у родинному селі 10 березня 1946 року в криївці від застосованого енкаведистами отруйного газу.
- Гаврис Ярослав (псевдо «Славко»; (?—1950)) — кущовий провідник ОУН. Загинув 3 жовтня 1950 року.
- Гломб Володимир (псевдо «Качай»; 1923—1946) — член ОУН з 1941 року, ланковий юнацтва ОУН. Стрілець боївки при крайовому провіднику  «Нечаєві», бойовик Золочівського окружного проводу ОУН. Загинув 11 лютого 1946 року у криївці, оточеній енкаведистами.
- Городецький Володимир (псевдо «Борух»; 1923—1946) — у 1942 році насильно вивезений на роботи у Німеччину, звідти втік та повернувся до рідного села. У 1945 році стає бойовиком надрайонного господарника. Загинув 8 березня 1946 року у криївці, оточеній енкаведистами.
- Гречаник Василь (псевдо «Чоботар»; 1903—1946) — громадський діяч у Почапах, голова читальні товариства «Просвіта», секретар «Рідної Школи» і «Сільського Господаря». В ОУН — з 1942 року, станичний. Загинув 10 березня 1946 року разом з Павлом Гаврисом (псевдо «Грубий»).
- Добак Осип (псевдо «Хижий»; 1915—1946) — під час першої радянської окупації емігрував до Німеччини, де вступив в ряди ОУН. По поверненні до рідного села у 1941 році — кущовий провідник ОУН. Загинув 11 лютого 1946 року в родинному селі.
- Квас Богдан (псевда «Байрак», «Блакитний», «Скоб», «Сокіл», «64»; 1914—1950) — один з організаторів і керівників національно-визвольної боротьби на Львівщині. Активну участь у структурах ОУН розпочав у 1943 році, як заступник референта СБ Золочівського окружного проводу ОУН. У 1944—1945 роках — організаційний референт, у 1945—1947, 1949—1950 роках — керівник Золочівського окружного проводу ОУН, у 1947—1948 роках — член Львівського крайового проводу ОУН. Загинув 6 липня 1950 року у селі Бонишин Золочівського району, потрапивши у засідку оперативної групи МДБ.
- Квас Осип (псевдо «Старий»; 1920—1946) — у 1944—1945 роках — стрілець-вістун УПА. У 1945—1946 роках — зв'язковий Золочівського окружного проводу ОУН. Загинув 11 лютого 1946 року у криївці в родинному селі.
- Квасниця Йосип (псевдо «Гонта»; 1922—1954) — у 1944—1946 роках — стрілець сотні УПА «Дружинники», згодом — стрілець боївки керівників Золочівського окружного проводів ОУН Б. Кваса (псевдо «Блакитний»; 1946—1950), І. Червака (псевдо «Олесь»; 1950-1953), а відтак охоронець провідника Золочівського районного проводу ОУН Д. Ходая (псевдо «Антон»; 1953—1954). Загинув 16 червня 1954 року у рідному селі у перестрілці з оперативною групою МДБ.
- Квасниця Михайло (псевда «Зловіщий», «48»; 1920—1949) — керівник Золочівського надрайонного проводу ОУН (початок 1947—січень 1949). Загинув 19 січня 1949 року під час облави в селі Гончарівка Золочівського району.
- Кілярська Ірина (Ірена; псевдо «Черемшина»; 1926—1948) — юначка ОУН, кущова юнацтва, зв'язкова, машиністка технічної ланки у надрайонному проводі ОУН. Під час облави на село  Бонишин пробивалася з оточення і отримала важке поранення у живіт. Як зазначається в некролозі ОУН, Ірена Кілярська не дозволяла лікарям обробити свої рани, називала більшовиків «босими наймитами» і співала революційні пісні. Померла від втрати крові у Золочівській лікарні 16 лютого 1948 року.
- Кілярська Людмила (у деяких документах — Галина; псевда «Заграва», «Ірка»; 1924—1951) — зв'язкова члена Центрального проводу ОУН Романа Кравчука (псевдо «Петро»), відтак працювала у підпільних друкарнях на Городоччині. Загинула 15 жовтня 1951 року в у лісовій криївці між селами Дернаки Яворівського району та Заріччя і Бортятин Мостиського району Львівської області, де була розташована підпільна друкарня Яворівського надрайону ОУН. Підпільниці Людмила Кілярська («Ірка») та Марія Дурбак («Настя») — вчинили збройний опір і загинули від кинутих у криївку гранат.
- Кілярський Зеновій (псевдо «Червоний»; 1921—1945) — як юнак ОУН у 1944 році вступив до підрайонової боївки, пройшов військовий вишкіл у підстаршинській школі «Лісові чорти», де отримує ступінь булавного. Після повернення у рідні терени стає зв'язковим при окружному провідникові ОУН. Загинув 15 лютого 1945 року на почапських полях, коли його криївку виявили облавники. Аби не потрапити живим до рук ворогів, застрелився з власного пістолета.
- Кілярський Володимир (псевда «Влодко», «Дем'ян»; ?—1952) — охоронець, зв'язковий та розвідник члена Центрального проводу ОУН і Головної команди УПА Романа Кравчука (псевдо «Петро»), Головного командира УПА Василя Кука (псевдо «Леміш»), голови Проводу ОУН Карпатського краю і члена УГВР Василя Охримовича (псевдо «Філосов»). Загинув 6 (7) жовтня 1952 року між селами Вишнів і Журавеньки Букачівського району Станіславської області (нині — Рогатинський район, Івано-Франківська область) через зраду Калуського надрайонного провідника ОУН Романа Стельмаха (псевдо «Шум»).
- Ляхович Степан (псевдо «Вировий»; 1922—1946) — вістун УПА (1944 рік). Під час одного з боїв отримав 6 поранень. Вилікувався і продовжував боротьбу. Виконував окремі доручення в станиці. Загинув 11 лютого 1946 року у криївці, оточеній енкаведистами.
- Минисора Андрій (псевдо «Бурлака»; 1920—1947) — вістун УПА. Військовий вишкіл проходив у сотенного командира «Ненаситця» (Михайла Масла — командира сотні, а згодом — куреня УПА «Романовичі»). Під час одного з боїв виніс на своїх плечах з-під обстрілу командира своєї сотні, який був важко поранений. Загинув 2 серпня 1947 року на почапських полях у сутичці з енкаведистами, під час якої був важко поранений та підірвав себе гранатою.

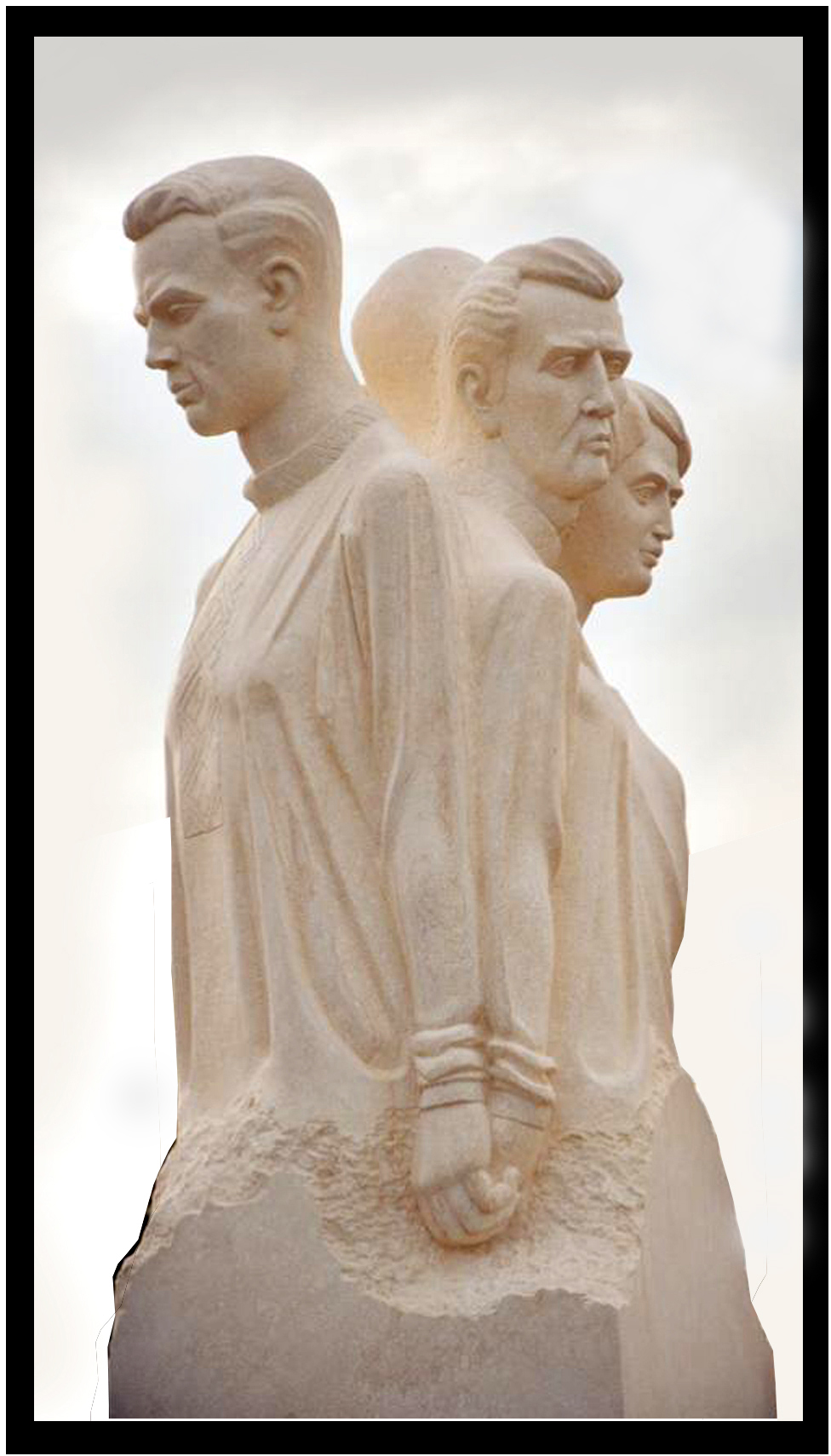
Пам'ятник крайовому провіднику ОУН «Лопатинському» і побратимам у селі Грабовець на Стрийщині (зліва направо: Володимир Тимчій — «Лопатинський», Теодор Оленчак — «Васильків» і Зеновія Левицька — «Зена»)

- Оленчак Теодор (псевдо «Васильків»; 1905—1940) — організатор національно-культурного життя на Золочівщині, політв'язень польських тюрем (1933, 1939) і концтабору у Березі Картузькій (липень—грудень 1934), повітовий провідник ОУН (1939), крайовий референт зв'язку (1940). Загинув у лютому 1940 року разом з групою крайового провідника ОУН на Західноукраїнських землях Володимира  Тимчія (псевдо «Лопатинський»). Це про них складено пісню «Як Лопатинський з-за кордону у рідний край, у Львів вертавсь…». У жовтня 2011 року у селі Грабовець на Стрийщині було відкрито пам'ятник Володимирові Тимчію та його побратимам — Зені Левицькій, Микиті Опришку та Теодору Оленчаку.
- Оленчак Осип (псевдо «Дубовий»; 1912—1946) — в ОУН з 1941 року. Під час німецької окупації за доручення теренового проводу ОУН керував організаційно-галантерейною крамницею у Золочеві. З 1944 року — член технічної ланки при Золочівському окружному проводі ОУН, надрайонний господарник. Загинув 21 січня 1946 року, у криївці, оточеній енкаведистами.
- Почапський Михайло (псевдо «Галка»; 1915—1946) — учасник Німецько-польської війни 1939 року. Воював у відділі УПА, виконував завдання у складі спецвідділу СБ крайового проводу ОУН в Карпатах. Через хворобу повернувся до рідного села і працював на станиці. Загинув 26 січня 1946 року в Почапах, у криївці, оточеній енкаведистами.
- Сюрка Осип (псевдо «Грабина»; 1925—1946) — стрілець УПА з 1944 року, виконував завдання у складі спецвідділу СБ крайового проводу ОУН в Карпатах, де був поранений уламком гранати. Після повернення додому належав до боївки надрайонного проводу ОУН. Загинув 8 березня 1946 року, у криївці, оточеній енкаведистами.
- Топоровський Петро (псевдо «Пімста»; 1921—1946) — ройовий сотні УПА «Витязі». Вістун. Загинув 26 березня 1946 року біля села Шнирів Бродівського району Львівської області. Застрелився у криївці, аби не потрапити живим до рук ворога.
- Чучман Григорій (псевдо «Залізняк-Люшня»; 1921—1947)'' — стрілець УПА. Проходив військовий вишкіл у відділі сотенного Івана Котули (псевдо «Іванко»), згодом належав до боївки, що забезпечувала зв'язок Золочівського окружного проводу ОУН. Загинув 5 листопада 1947 року разом з односельцем Ярославом Бураком (псевдо «Хома»), потрапивши на більшовицьку засідку у селі Під'ярків колишнього Бібрківського району.
- Шабатура Михайло (псевдо «Гриб»; 1924—1946) — у 1945 році стрілець УПА. Симпатик ОУН. Загинув 25 січня 1946 року в рідному селі разом із Миколою Прунивусом (псевдо «Микола») — уродженцем села П'ятківка Бершадського району Вінницької області, колишнім вояком Червоної армії, який 1941 року потрапив у німецький полон, а після звільнення з нього залишився проживати в Почапах.
- Шабатура Осип (псевдо «Зелений»; 1915—1944) — член ОУН з 1938 року. Господарчий референт підрайонного, а відтак Золочівського повітового проводів ОУН. організаційно-галантерейною крамницею у Золочеві. Був переслідуваний як гестапо, так й НКВС. Загинув 12 грудня 1944 року під час наскоку облавників на зв'язкову хату у с. Скварява Золочівського р-ну Львівської області. Застрелився, аби не потрапити живим до рук ворога.

#### Молодіжна організація ОУН
Наприкінці грудня 1949 року органи МДБ надійшли агентурні дані, що в селі Почапи Золочівського району існує молодіжна організація українських націоналістів, в якій нараховується до 20 молодих осіб, що проживали легально. Учасники цієї організації займалися збиранням продуктів і грошей для підпільників, вели розвідку і розповсюджували серед населення антирадянські націоналістичні листівки, готували і здійснювали збройні акції.  
В результаті реалізації агентурної справи, якій була присвоєна  цинічна назва «Жовта міль», було встановлено, що з 1945 по 1948 рік організацією керував Ярослав Добак, а після того, як він був направлений на навчання до Дніпропетровська, її очолив Василь Баран. За даними органів МДБ, найактивнішими учасниками молодіжної організації у Почапах були Василь Баран, Ярослав Добак, Михайло Оленчак, Василь Гулик, Володимир Почапський, Петро Гаврис, — юнаки 1928—1932 років народження. Опікувався молодіжною організацією Степан Минусора — станичний села Почапи. 
Молодіжна організація ОУН у селі Почапи мала зв'язки з аналогічними осередками у сусідніх селах — Гончарівка, Скварява, Жуличі. 
У квітні 1950 року була проведена військово-чекістська операція, в результаті якої у селах Почапи і Гончарівка було заарештовано 35 членів ОУН і захоплено двох озброєних підпільників. Було викрито 22 бункери, із яких 3 — житлові, 5 із зброєю та боєприпасами.

#### Масові репресії проти мешканців села
У жовтня 1947 під час чекістсько-військової операції операції «Захід», що одночасно проводилася по всій Західній Україні, з села Почапи було вивезено на поселення до Сибіру 16 сімей учасників збройного підпілля та вояків УПА. 
За інформацією Золочівського окружного проводу ОУН, загалом вивезено 44 особи, переважно батьки, дружини і діти полеглих і живих учасників збройної боротьби, серед них: 
- Амвроз Володимир (вік — 50 р., шестеро осіб);
- Бодак Анна (вік — 38 р., двоє осіб);
- Гаврис Параскевія (вік — 66 р., одна особа);
- Гломб Мартин (вік — 63 р., шестеро осіб);
- Квас Іван (вік — 71 р., шестеро осіб);
- Квасниця Петро (вік — 57 р., одна особа);
- Ногач Анна (вік — 62 р., двоє осіб);
- Оленчак Анна (вік — 21 р., одна особа);
- Пиндик Василь (вік — 62 р., двоє осіб);
- Почапська Марія (вік — 52 р., троє осіб.;
- Смолінська Евгенія (вік — 31 р., одна особа);
- Сюрко Кость (вік — 71 р., одна особа);
- Тимчишин Іван (вік — 52 р., троє осіб);
- Топоровський Василь (вік — 59 р., двоє осіб);
- Цюрусь Іван (вік — 45 р., четверо осіб);
- Шабатура Петро (вік — 56 р., троє осіб)[14].

Значно сильнішого удару репресивна машина завдала в квітні 1950 року, коли за результатами спецоперації «Жовта міль» було встановлено, що село Почапи є «одним з найбільш уражених оунівським впливом сіл Золочівського району». Більшість дорослого населення у 1944 році взяла до рук зброю і вела боротьбу проти радянського ладу. За даними органів МДБ, станом на квітень 1950 року загинуло більше 40 вихідців з села Почапи, а близько 10 осіб продовжували чинити збройний опір. Більшість населення села всіляко підтримувала організаційні структури членів ОУН, надавала матеріальну допомогу і перераховувала членів збройного підпілля.
З метою «розчищення села Почапи від кулацько-бандитського елементу» і ліквідації бази окружного проводу ОУН радянськими органами було прийнято рішення про виселення 108 сімей у складі 381 особи. Залишилося у селі лише 28 сімей (82 особи).
Серед виселених були голова сільради Іван Наконечний, голова колгоспу Петро Смолінський, заступник голови колгоспу Петро Почапський та інші радянські активісти, яких вважали «бандитськими посібниками».

### Авіатроща
3 травня 1985 року в небі сталося лобове зіткнення двох літаків: пасажирського Ту-134А, що виконував рейс Таллінн-Львів-Кишинів, і військово-транспортного Ан-26, що летів зі Львова до Москви. В результаті зіткнення загинули всі 94 пасажири та члени екіпажів обох літаків. Уламки літаків впали у полі поблизу сіл Почапи та Хильчиці.
На місцевому цвинтарі поховані загиблі пасажири пасажирського літака Ту-134А.

## Пам'ятки, визначні місця

### Церква Різдва Пресвятої Богородиці
В центрі села, навпроти сільської ради розташована церква Різдва Пресвятої Богородиці, збудована у 1889 році. Відбудована 1991 року за стараннями парафіян та безпосереднього керівництва Почапського Володимира Йосиповича.

## Фотогалерея

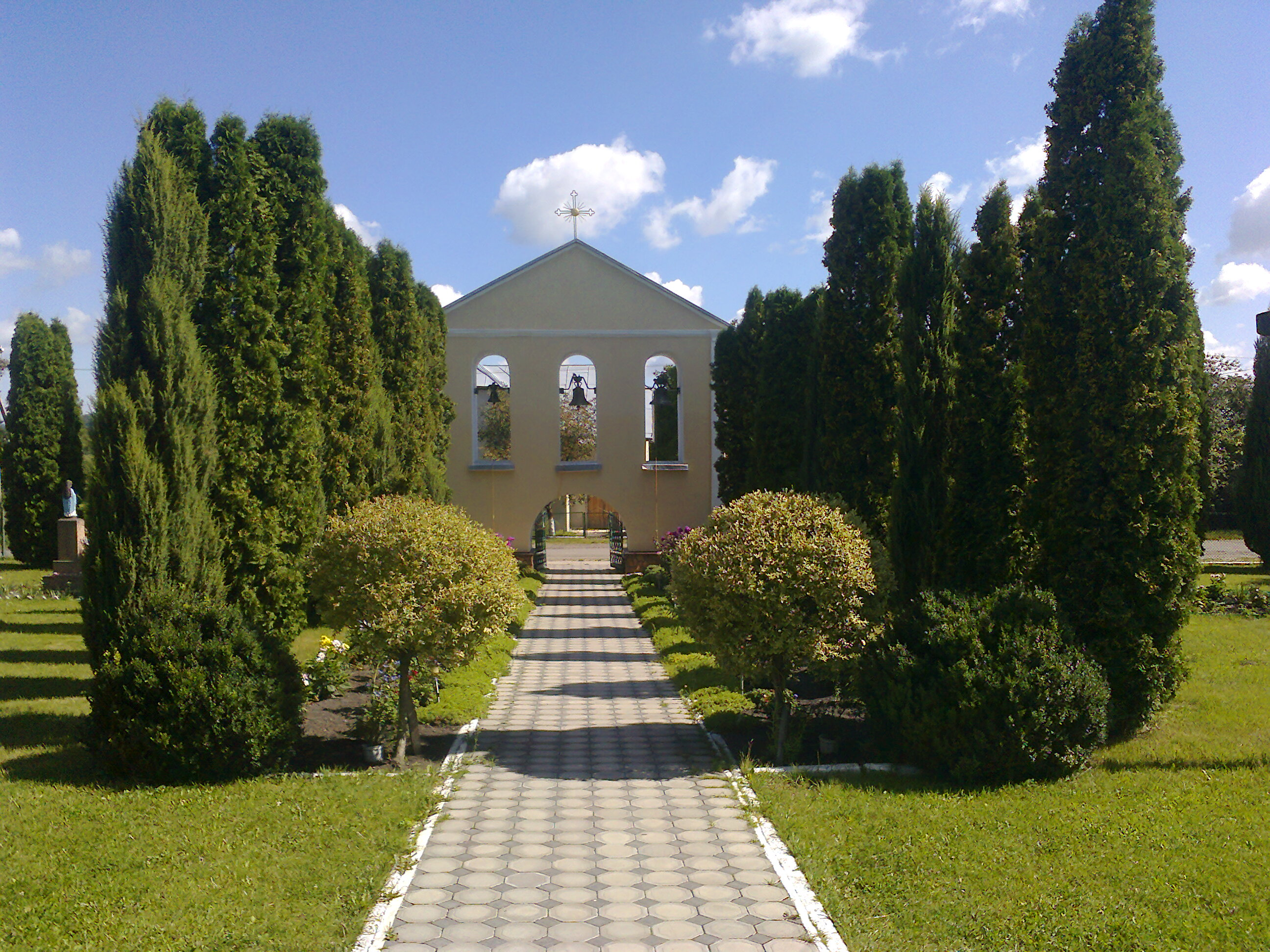
Дзвіниця церкви Різдва Пресвятої Богородиці
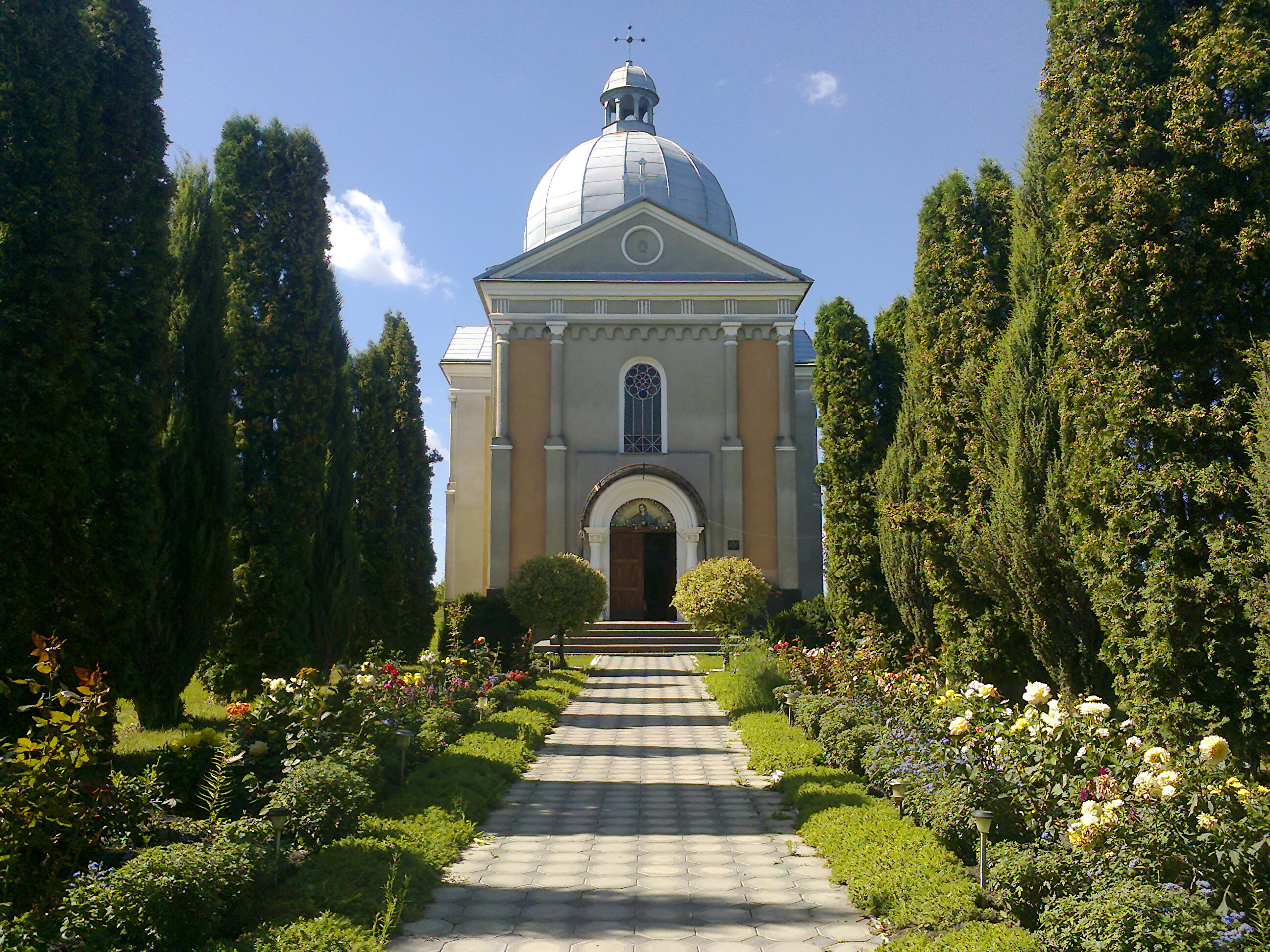
Церква Різдва Пресвятої Богородиці (с. Почапи, світлина 2016 р.)

## Відомі особи

### Народилися
- Анчарський Юзеф — польський релігійний діяч, теолог, публіцист.
- Квас Богдан Якимович (псевда — «Байрак», «Блакитний», «Сокіл», «Скоб», «64»; 1912, с. Почапи — 6 липня 1950, с. Бонишин Золочівський район Львівська область — учасник збройного підпілля ОУН. Заступник референта СБ Золочівського окружного проводу ОУН (1944), організаційний референт Золочівського окружного проводу ОУН (1944—1945), керівник Золочівського окружного (весна 1945—літо 1947), Городоцького окружного (04.1948—06.1949) та знову Золочівського окружного (06.1949—6.07.1950) проводів ОУН. Загинув у селі Бонишин, наскочивши на засідку емгебистів[17].

### Перебували
- Варвара Євген Васильович (псевдо «Міко»; 1914, м. Золочів — 12 травня 1948) — командир районної боївки СБ Золочівщини (весна 1945—1948); відзначений Бронзовим хрестом бойової заслуги (10 травня 1948). Загинув в оточеній господарці у бою з облавниками. Будучи тяжко пораненим, застрелився аби не потрапити живим у руки ворога. Тіло загиблого облавники забрали до Золочева, де поховали таємно[18][19].

### Похований
- Юрій Гулик (1968—2022) — майор Національної гвардії України, учасник російсько-української війни[20]